# Еталон змішаного смерекового насадження (Річанське лісництво, кв. 2, вид. 19)
Еталон змішаного смерекового насадження — ботанічна пам'ятка природи місцевого значення. Об'єкт розташований на території Надвінянського району Івано-Франківської області, Річанське лісництво, квартал 2, виділ 19.
Площа — 1,2000 га, статус отриманий у 1993 році.